# Dżakarta
Dżakarta (indonez. Jakarta, dawn. Batavia) – stolica i największe miasto Indonezji, w północno-zachodniej części Jawy, dziewiąta aglomeracja świata z 31 760 000 mieszkańców.

## Nazewnictwo
Wcześniejsze nazwy miasta to: Sunda Kelapa (397–1527), Jayakarta (1527–1619), Batavia (1619–1942) oraz Djakarta (1942–1972).

## Geografia
Dżakarta jest położona na północno-zachodnim wybrzeżu Jawy, przy ujściu rzeki Ciliwung do zatoki Dżakarta, która jest częścią Morza Jawajskiego. Północna część Dżakarty jest równinna i leży na wysokości ok. 8 m n.p.m. Jest to przyczyną częstego zalewania miasta wodami morskimi. Południowa część jest pagórkowata. Przez miasto przepływa ok. 13 rzek, głównie płynących z południa w stronę Morza Jawajskiego. Najważniejszą rzeką jest Ciliwung, która dzieli miasto na części wschodnią i zachodnią.

### Klimat
Zgodnie z klasyfikacją klimatyczną Köppena, Dżakarta charakteryzuje się gorącym i wilgotnym równikowym klimatem sawann (Aw). Środek pory wilgotnej wypada w styczniu (z miesięcznymi opadami równymi 350 milimetrów), natomiast suchej przypada w sierpniu (średnie miesięczne opady równe 60 milimetrów). Przez cały rok w mieście występuje wysoka wilgotność powietrza z dzienną temperaturą wahającą się pomiędzy 24 i 34 °C.

## Historia
Miasto zostało założone pod koniec IV w. jako Sunda Kelapa. W 1527 r. znalazło się pod kontrolą sułtanatu Bantam (wówczas zmieniono jego nazwę na Jayakarta).

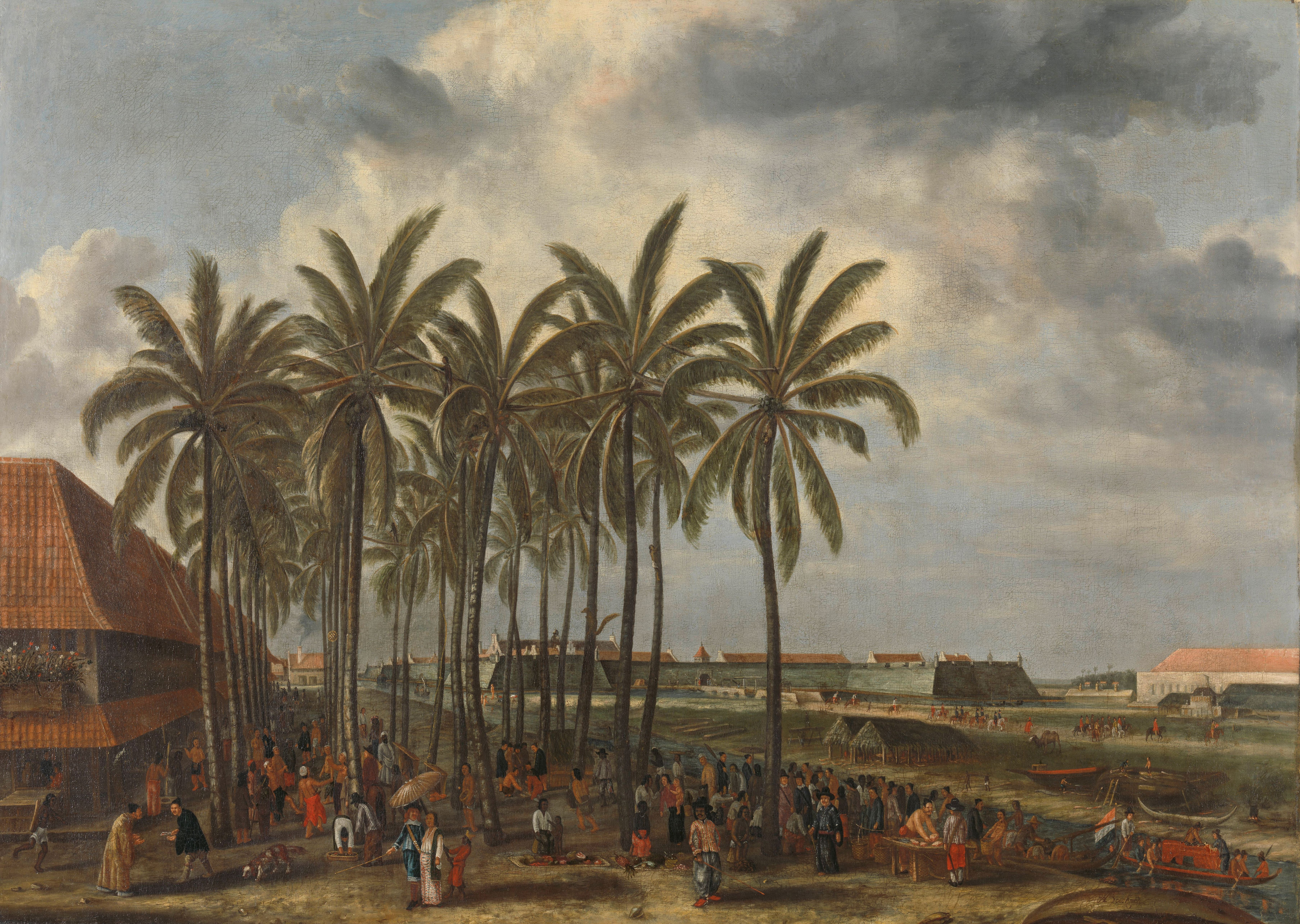
Batavia, Holenderskie Indie Wschodnie, 1661

Pod koniec XVI w. na Jawie pojawili się Holendrzy. W 1619 r. Holendrzy pod dowództwem Jana Pieterszoona Coena zdobyli miasto i założyli na jego terenie twierdzę Batavia, która stała się główną siedzibą holenderskiej Kompanii Wschodnioindyjskiej i kolonii holenderskiej Indii Wschodnich, nazywane też Djakarta. W 1740 r. miała tu miejsce masakra chińskiej ludności, nazwana Batavia 1740. Silne trzęsienie ziemi zniszczyło miasto w 1699 r. Po kilku latach w rękach brytyjskich w 1814 r. Batavia powróciła w ręce Holendrów.
W okresie 1942–1945 miasto znajdowało się pod okupacją wojsk japońskich. Po II wojnie światowej, mimo ogłoszenia niepodległości, miasto zostało zajęte przez Holandię. Dopiero w 1949 r. miasto znalazło się w niepodległej Indonezji i stało się jej stolicą. W 1950 r. nazwa stolicy została przemianowana na Dżakartę.

## Administracja

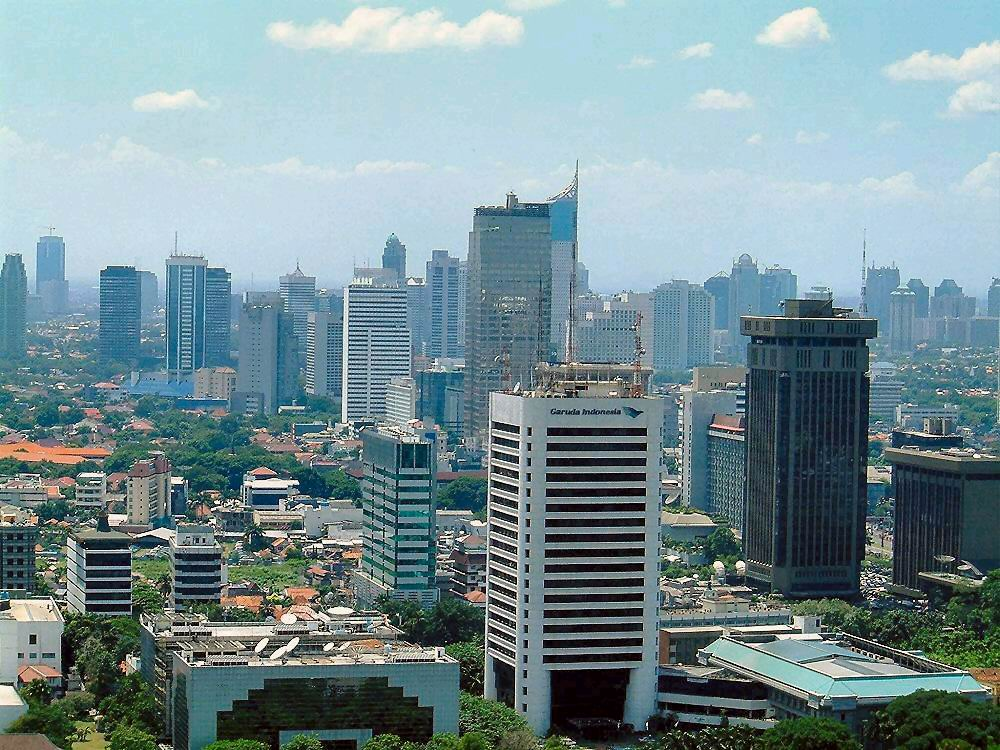
Dżakarta

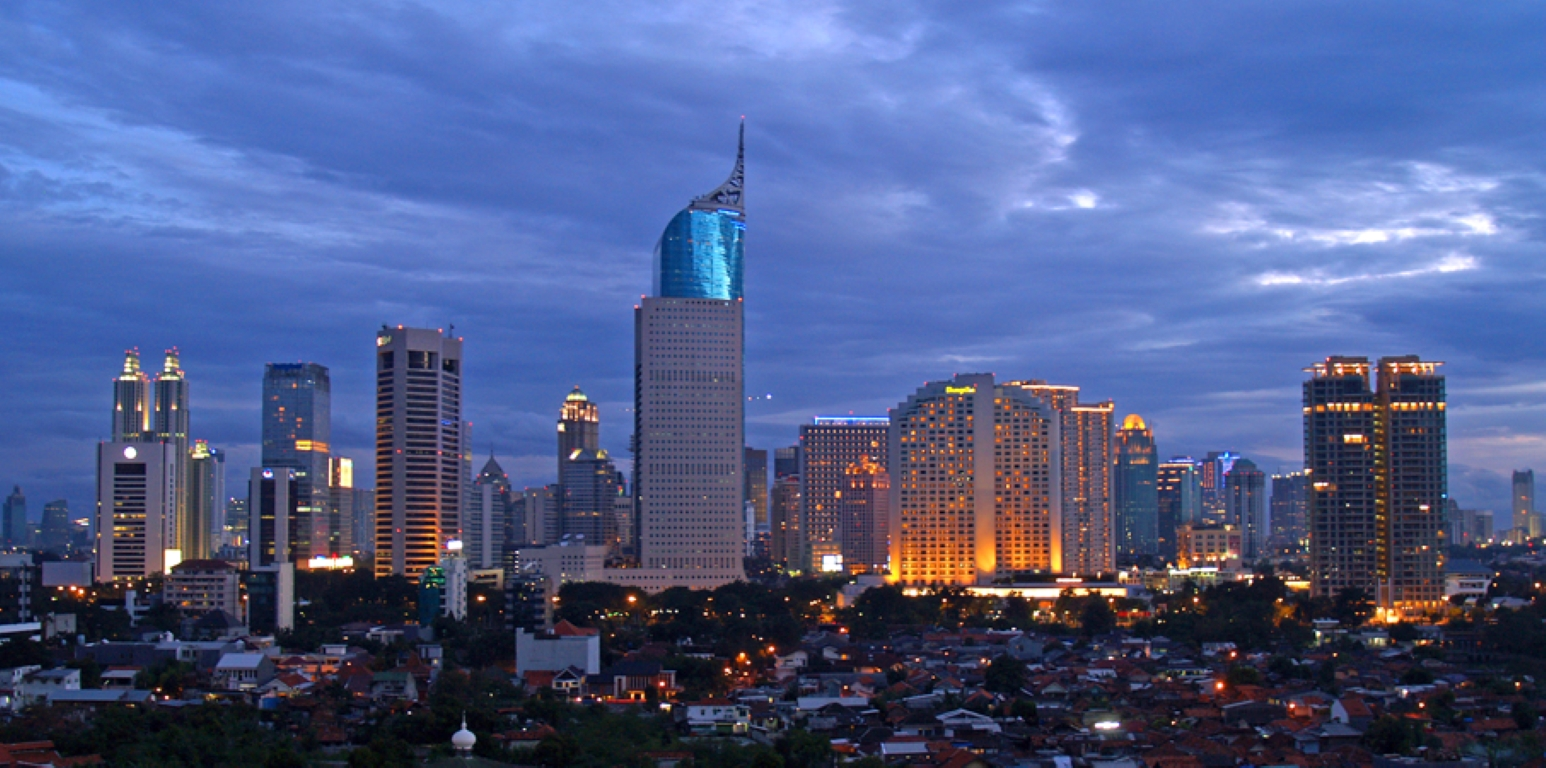
Widok na wysokościowce Dżakarty w nocy – w środku Wisma 46, 2011

Bakrie Tower – jeden z wyższych wieżowców w Dżakarcie

Oficjalnie Dżakarta nie jest miastem, ale prowincją ze specjalnym statusem stolicy Indonezji. Miasto jest administrowane tak, jak każda inna prowincja indonezyjska. Przykładowo Dżakarta ma gubernatora (zamiast burmistrza) i jest podzielona na kilka podregionów, z których każdy ma swój system administracyjny. Dżakarta, jako prowincja, jest podzielona na 5 miast (kota), wcześniej gminy, każda kierowana przez burmistrza, i jedną kabupaten zarządzaną przez bupati. W sierpniu 2007 Dżakarta przeprowadziła pierwsze wybory, wyłaniające gubernatora. Wybory wygrał Fauzi Bowo. Wcześniej gubernatorzy byli wybierani przez lokalny parlament. Głosowanie jest częścią planu decentralizacji kraju, pozwalającej na bezpośrednie wybory lokalne na kilku obszarach.
Lista miast Dżakarty:
- Dżakarta Centralna (Jakarta Pusat, populacja: 926 562[8]) jest najgęściej zaludnioną dzielnicą. Znajduje się tu większość wieżowców miasta. Tutaj znajdują się siedziba rządu, Centralny Bank Indonezji, meczet Istiqlal, duże centrum handlowe oraz wiele muzeów.
- Dżakarta Wschodnia (Jakarta Timur, populacja: 2 614 642)
- Dżakarta Północna (Jakarta Utara, populacja: 1 421 265)
- Dżakarta Południowa (Jakarta Selatan, populacja: 1 893 959)
- Dżakarta Zachodnia (Jakarta Barat, populacja: 1 635 278)

Jedyną regencją Dżakarty są:
- Wyspy Seribu (Kepulauan Seribu, populacja 21 679), wcześniej stanowiła poddzielnicę Północnej Dżakarty.

## Gospodarka
Najbardziej charakterystyczne punkty miasta to Giełda Papierów Wartościowych, Centralny Bank Indonezyjski oraz Monumen Nasional (Tugu Monas). Miasto jest siedzibą ASEAN. W mieście są dwa czynne porty lotnicze: Soekarno-Hatta i Halim Perdanakusuma oraz nieużywany już Kemayoran. W Dżakarcie odbyły się Igrzyska Azjatyckie 1962 oraz wybory Miss World 2013.

## Kultura
Jako gospodarcza i polityczna stolica Indonezji, Dżakarta przyciąga wielu imigrantów, zarówno z zagranicy, jak i z kraju. Wielu imigrantów przybywa z innych części wyspy, wprowadzając ze sobą wpływy językowe o podłożu jawajskim i sundajskim, a także tradycyjne jedzenie i zwyczaje.
Potoczna nazwa miasta to „Duży Durian”.
Mianem Betawi (orang Betawi) określa się potomków ludzi żyjących wokół Batawii (nazwa Dżakarty podczas ery holenderskiego kolonializmu), i którzy rozpoznawani są jako plemię pochodzące z XVII–XIX wieku. Betawi są głównie potomkami różnych grup etnicznych pochodzących z Azji Południowo-Wschodniej, którzy przybyli do Batawii w poszukiwaniu pracy. Język i kultura tych imigrantów odróżnia ich od imigrantów sundajskich oraz jawajskich. Ich język stanowi formę malajskiego z wpływami leksykalnymi o podłożu jawajskim, chińskim i arabskim. Dżakarcki dialekt języka indonezyjskiego jest luźno oparty na języku betawi.
Od wielu wieków w Dżakarcie mieszka również znaczna społeczność chińska. Oficjalnie stanowią oni 6% populacji Dżakarty, choć liczba ta może być niedoszacowana.
W Dżakarcie znajduje się kilka centrów kulturalnych, takich jak Plaza Senayan. Muzykę tradycyjną, także przedstawienia wayang (teatr) oraz z użyciem gamelan, można często znaleźć w ekskluzywnych hotelach. Jako największe miasto i stolica kraju, Dżakarta przyciąga narodowe talenty, które mają nadzieję znaleźć tu szerszą publikę i sukces.
Jednakże kultura Betawi jest rzadko spotykana w samej Dżakarcie. Znacznie łatwiej jest napotkać ślub oparty na kulturze jawajskiej bądź Minang niż ceremonię zaślubin opartą na kulturze Betawi. Podobnie łatwiej jest usłyszeć jawajski gamelan niż Gambang Kromong (połączenie muzyki Betawi z muzyką chińską) czy też Marawis (połączenie muzyki Betawi z muzyką jawajską). Mimo to niektóre festiwale, takie jak Jaksa Festival oraz Kemang Festival starają się promować muzykę Betawi poprzez zapraszanie do występów ich artystów.

## Zabytki i atrakcje turystyczne
- Stare Miasto
  - ratusz
  - pałac (XVIII wiek)
- meczet Masjid Istiqlal – największy w Azji Południowo-Wschodniej[13]
- Muzeum Narodowe, którego zbiory obejmują wszystkie epoki historyczne w dziejach Indonezji.

## Miasta partnerskie
- Casablanca, Maroko
- Hanoi, Wietnam
- Kair, Egipt
- Sydney, Australia
- Pekin, Chiny
- Berlin, Niemcy
- Stambuł, Turcja
- Los Angeles, Stany Zjednoczone
- Paryż, Francja
- Rotterdam, Holandia
- Seul, Korea Południowa
- Tokio, Japonia
- Budapeszt, Węgry
- Dżudda, Arabia Saudyjska
- Kuala Lumpur, Malezja
- Manchester, Wielka Brytania
- Manila, Filipiny
- Moskwa, Rosja
- Pjongjang, Korea Północna
- Mumbaj, Indie
- Szanghaj, Chiny
- Singapur, Singapur
- Islamabad, Pakistan
- Gauteng, RPA
- Karaczi, Pakistan